# Rundøya
Rundøya est une île norvégienne du comté de Hordaland appartenant administrativement à Bømlo.

## Description
Rocheuse et couverte d'une rare végétation, elle s'étend sur environ 1,7 km de longueur pour une largeur approximative de 350 m.